# Loukas Venetoulias
Loukas Venetoulias  (griechisch Λουκάς Βενετούλιας, * 1930 in Thessaloniki; † 1984 ebenda) war ein griechischer Maler.

## Biografie
Venetoulias wurde 1930 in Thessaloniki geboren, wo er unter der Leitung von Nikos Gabriel Pentzikis seinen ersten Malunterricht bekam. Er studierte zunächst Medizin, brach dieses Studium jedoch ab, um sich der Malerei zu widmen. In den Jahren 1954 bis 1958 studierte er an der Hochschule für Bildende Künste in Athen bei den Professoren Yannis Moralis und Spyros Papaloukas.
Seine erste Einzelausstellung fand im Jahr 1964 statt. Er hatte mehr als 10 Einzelausstellungen in Thessaloniki und Athen und nahm an Gruppenausstellungen in Griechenland und im Ausland teil. Im Jahr 1971 wurde er Stipendiat der Ford Foundation. Er starb im Jahr 1984.
Das Hauptmotiv seines Werks ist die Darstellung der Stadtlandschaft von Thessaloniki. In der Zeit der Militärjunta, und zwar ab 1969, taucht in seinen Werken vermehrt die menschliche Figur auf. Später schuf er eine Reihe von Werken mit dem Thema Santorin und beschäftigte sich dann auch mit Stillleben.
Seine Werke befinden sich in der Nationalgalerie, der Städtischen Galerie von Thessaloniki, der Städtischen Galerie von Larisa, dem MOMus, der Telloglion-Stiftung, der Makedonischen Kunstgesellschaft „TECHNI“ (Μακεδονική Καλλιτεχνική Εταιρεία ΤΕΧΝΗ), dem Ministerium für Mazedonien und Thrakien sowie in privaten Sammlungen.